# Saïd Sayah
Saïd Sayah (en arabe : سعيد سايح), né le 21 juillet 1989 à Oran en Algérie, est un footballeur algérien évoluant au poste de milieu de terrain au  GC Mascara.

## Biographie
Le 27 juillet 2011, Sayah est prêté au MC Saïda pour une saison.
Il joue au CR Belouizdad lors de la saison 2017-2018.
Il joue plus de 100 matchs dans le championnat d'Algérie. Il dispute également une rencontre en Ligue des champions d'Afrique avec la Jeunesse sportive de la Saoura.